# Zapote de Negrete
Zapote de Negrete är en ort i Mexiko.   Den ligger i kommunen Salamanca och delstaten Guanajuato, i den centrala delen av landet, 240 km nordväst om huvudstaden Mexico City. Zapote de Negrete ligger 1 720 meter över havet och antalet invånare är 285.
Terrängen runt Zapote de Negrete är en högslätt. Runt Zapote de Negrete är det ganska tätbefolkat, med 149 invånare per kvadratkilometer. Närmaste större samhälle är Salamanca, 9,3 km nordväst om Zapote de Negrete. Trakten runt Zapote de Negrete består till största delen av jordbruksmark.